# 柳行满
柳行满（581年—659年），字无溢，河東解（今山西运城解州鎮）人。武周壮武将军、豳州良社府统军、广州番禺府折冲。

## 家世
出生於官僚世家河东柳氏东眷。
- 九代祖：柳纯，晋太常。
- 八代祖：柳卓，自河东郡迁于襄阳，官至汝南太守。四子：輔、恬、傑、奮 ，號「東眷」。
- 七代祖：柳杰，西河太守。孙双虬、文明。
- 五代祖：柳文明，魏冀州刺史，谥曰简。
- 高祖：柳元章，魏安西府长史、司徒从事中郎、相州长史。
- 曾祖：柳景宾，魏西曹从事、给事中、辅国将军。
- 祖：柳乾绪，魏征奉朝请、给事中，不应。卒于家，赠吏部郎。
- 父：柳玧，周参军、瀛洲文安县令，隋鸿胪太常丞、庆州司马、雍州广阳、万年令。

## 履历
- 隋朝时以军功授上仪同、右十九府骠骑将军。
- 唐朝授虢州开方府车骑、豳州良社府统军。
- 左迁广州番禺府折冲都尉、上柱国。
- 显庆四年（659年）四月八日遘疾终于私第，春秋七十九。久视元年（700年）与两位夫人合葬于蒲州永贵原（在今山西永济）。

## 家庭
前夫人弘农刘媚（582—630年），贝州司马、弘农太守刘佺之女。后夫人河南乙弗玉（609—681年），隋唐州刺史、定陶公、东宫右庶子乙弗武（字遗恩）之女。
- 长子
- 第二子柳秀林，刘氏所生，朝请大夫、常州江阴县令。
- 第三子柳秀诚[1]，乙弗氏所生，文昌金部郎中、银青光禄大夫、济彭曹三州刺史、左羽林将军、上护军、扬州长史。
- 第五子柳秀立，乙弗氏所生，游击将军。